# El Segundo
El Segundo (en inglés, City of El Segundo) es una ciudad ubicada en el condado de Los Ángeles, California, Estados Unidos. Según el censo de 2020, tiene una población de 17.272 habitantes.

## Geografía
De acuerdo con la Oficina del Censo de los Estados Unidos tiene un área total de 14,3 km².

## Educación
El Distrito Escolar Unificado de El Segundo (EN) sirve la gente de la ciudad.
Alrededor del 50% del área del Distrito Escolar Wiseburn se encuentra en la ciudad de El Segundo. El área del Wiseburn de El Segundo no tiene población pero tiene muchos negocios que pagan dinero de los impuestos significativamente al distrito escolar.

## Curiosidades
El equipo de la NBA Los Angeles Lakers entrena en el UCLA Health Training Center, pabellón de esta localidad, donde también juega su filial, los South Bay Lakers.
El proveedor de televisión por satélite DirecTV tiene su sede en esta localidad.